# Ball del Xai Be

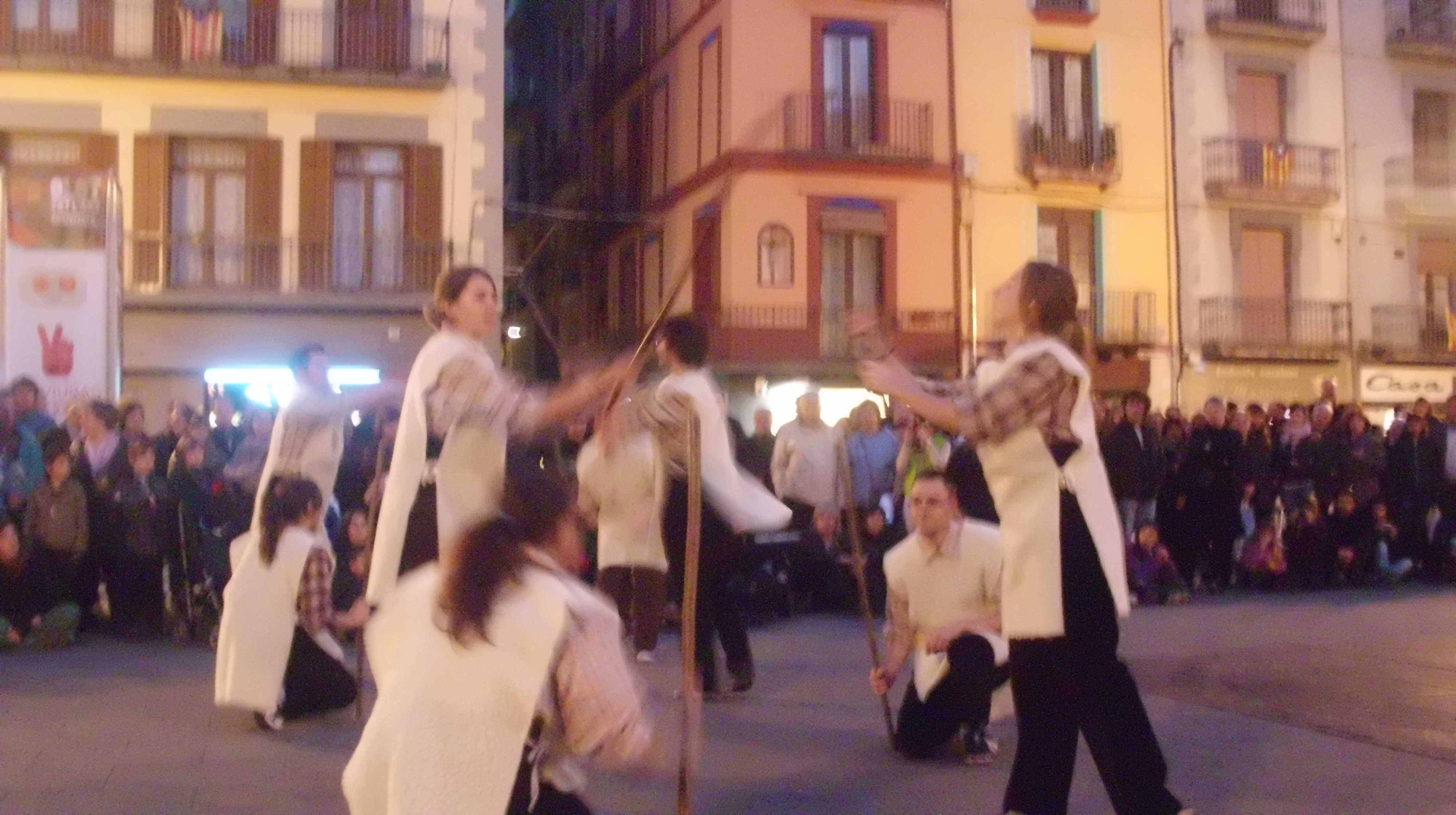
Ball del Xai Be per l'Esbart Olot

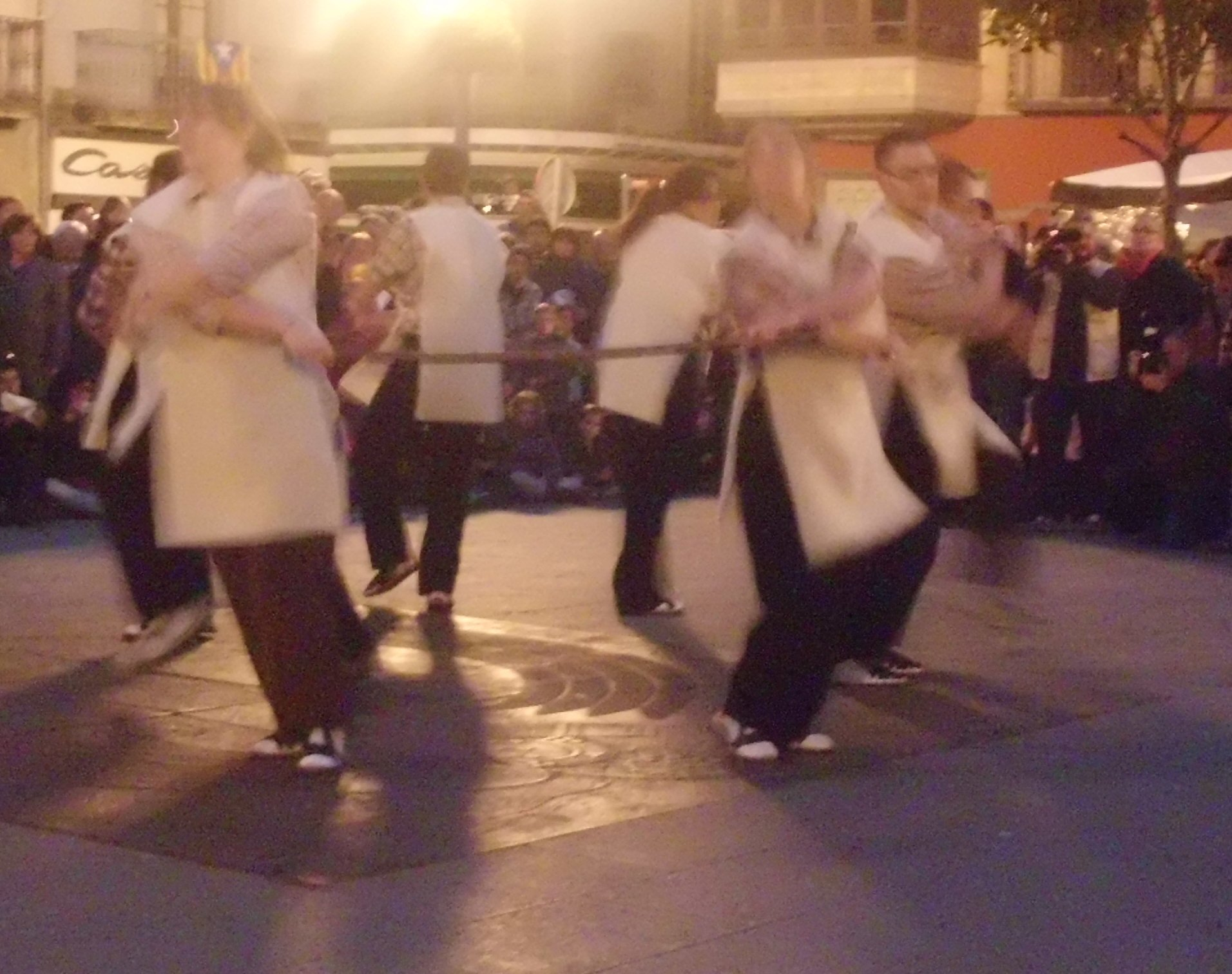
Ball del Xai Be per l'Esbart Olot

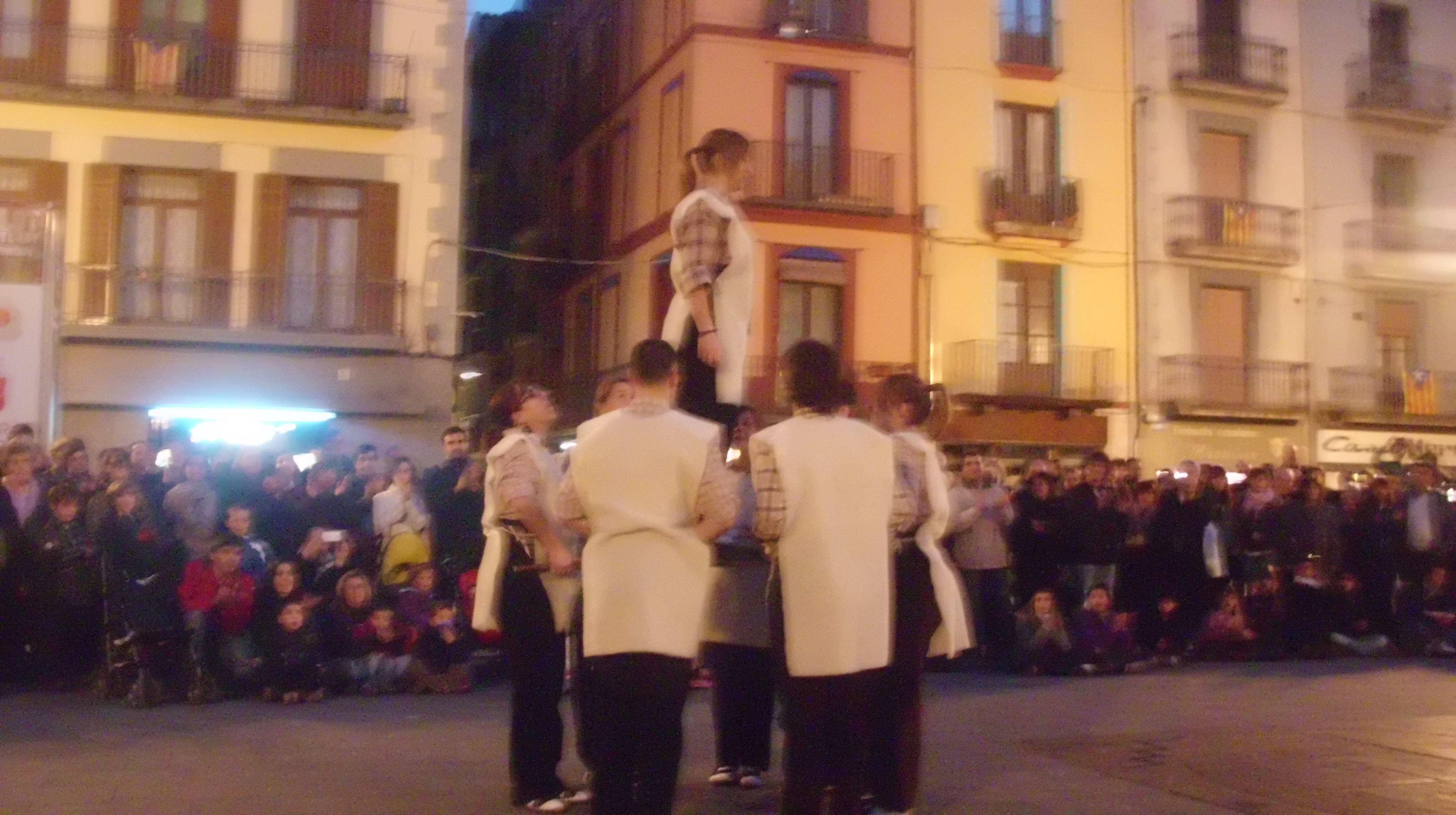
Ball del Xai Be per l'Esbart Olot

El ball del Xai Be és una dansa de pastors que combina un passeig seguit d'una figura. Aquesta combinació coreogràfica es repeteix durant el ball, que acaba quan els dansaires aixequen dos companys utilitzant els bastons. Els balladors enlairats criden Xai Be, Xai Be, Xai Be, mentre el públic correspon amb els mateixos crits. La dansa acaba amb una corranda de sortida dels balladors de la plaça.

## Ball original
Es té coneixement de l'existència del ball l'any 1490; es balla el dissabte de Pasqua. Sembla que aquest ball era prou conegut durant una època, però pels voltants del 1850 es va deixar de ballar. Unes notes anònimes publicades a Olot diuen referint-se a aquest ball, que era molt plaent al poble, als ulls del qual devia tenir molt de mèrit, puix que era cosa corrent considerar-lo com una de les quatre meravelles de Catalunya pel Ripollès, la Plana de Vic i la Garrotxa, juntament amb el Ball de la Post de Ripoll, el Cap de Bou de Mataró i la Patum de Berga. El ball podria tenir un origen pagà molt antic relacionat amb les festes de la mort del be. El cristianisme el va acceptar relacionant-lo amb l'anyell sacrificat, uns dels símbols de la pasqua. És per això que es ballava durant les festes pasquals.
Malgrat la consideració de meravella i el llarg període en què es va dur a terme, la informació escrita és escassa. Tot i haver-se conservat la melodia, no hi ha detalls de la coreografia. Se sap que el ball es formava amb tres o quatre parelles d'homes vestits amb pell de bé al davant i una altra al darrere, el cap cobert amb una barretina vermella de les més llargues, anomenades "de tres", i al cap d'elles penjava un gran llaç de cintes. Posats en parelles i mig jugant, ballaven un ball sembla al ball de bastons; anaven a ballar davant de les cases principals a fi de recollir algun diner. També hi intervé un músic flabiolaire anomenat "Bisbe".
Sortien el dissabte i diumenge de Pasqua, en aquest dia anaven davant de la processó que sortia a les 7 del matí del convent dels caputxins, (més tard sortir de l'església de l'hospital) fins a l'església del Carme acompanyant la verge Desolada ja de Pasqua, per trobar-se amb el seu fill que sortia a rebre a la Mare i aquesta li feia tres reverències, i un noi vestit d'angelet cantava el Regina Geli Lebare. També formaven part de la comitiva unes criatures, algunes portant sarró i samarra, els quals quan el xai gros cridava Be Be tots responien cridant Bé Bé.
Entrada la processó dintre l'església dels Carmelites i posats al mig del claustre es menjaven la mona que portaven a la mà o dintre el sarró, mentrestant el frares tiraven des de les finestres figues, nous i avellanes que eren els dolços d'aquells temps.
Pels voltants de 1850, aquesta tradició deixà de fer-se.

## Recuperació del ball
Un escrit de l'etnògrafa olotina Sra. Teresa Planagumà i Nogué que fa referència a la recuperació del Ball del Xai Be d'Olot el 1980.
Una colla de persones vinculades a les tradicions populars varen treballar en la recuperació d'aquest ball. El 5 d'abril 1980 se’n va fer una representació, que va començar a la plaça del Carme i, després de fer un recorregut pels carrers de la ciutat, va acabar al passeig d'en Blay. Aquesta representació va estar formada per quatre dansaires en el paper de pastors amb una carota blanca, que ballaven al so d'un flabiol i un timbal i també d'un grup de grallers mentre el públic assistent els acompanyava amb espelmes enceses. El 1981 es repetí la representació, però la iniciativa no prosperà: l'any següent la dansa va tornar a caure en l'oblit.
L'any 2007 l'Esbart Olot va recuperar aquesta tradició, que s'ha mantingut fins als nostres dies i es representa cada any durant el Dissabte Sant, a la Plaça Major de la ciutat.
El vestuari és fidel al tradicional, amb una camisa de llana de quadres; uns pantalons de pana negra o marró, amb una faixa negra; espardenyes de veta i per sobre una pell de xai en dos peces, una al davant i l'altra al darrere. Un pal llarg de 1,20m i gruixut acaba amb tot el vestuari.
La melodia és l'original, amb uns arranjaments per cobla a càrrec de Josep Navarro. La coreografia, de la qual no se'n tenia documentació, va ser creada per Jordi Rubio, l'assessor artístic de l'Esbart Olot, conjuntament amb els membres del cos de dansa de l'Esbart.